# Hey Joe (Kristin Oppenheim)
Hey Joe és una obra artística feta per Kristin Oppenheim el 1996 i que actualment forma part de la col·lecció permanent del Museu d'Art Contemporani de Barcelona (MACBA).

## Context
Si bé la veu humana ha estat absent durant segles en les arts visuals, en les últimes dècades ha estat objecte d'una atenció creixent. Els antecedents d'aquest interès de l'art visual per la veu humana comencen en la poesia fonètica dadaista i la poesia sonora dels anys posteriors a la Segona Guerra Mundial. En els últims temps no només la reflexió de teòrics de la veu com Roland Barthes ha contribuït a aquest interès, sinó també les noves possibilitats tecnològiques de reproducció i experimentació de la veu. Les instal·lacions visuals i sonores de Kristin Oppenheim se situen en aquesta pràctica de l'art.

## Autora
Kristin Oppenheim (Honolulu, Hawaii, 1959) viu i treballa a Nova York. Partint de l'ús de la seva pròpia veu —malenconiosa i misteriosa— l'artista teatralitza l'espai expositiu per a escenificar les relacions poètiques que s'estableixen entre el so, la memòria personal i l'experiència col·lectiva. L'austeritat que destil·len les seves instal·lacions la vinculen al corrent minimalista, mentre que l'ús experimental de la veu i del so la connecten amb l'art conceptual. Les primeres temptatives d'utilització de la veu humana al context de les arts plàstiques es troben a les experiències de poesia sonora realitzades als anys vint per futuristes i dadaistes, que més tard, a partir dels 1950, van reprendre els lletristes i figures com Vito Acconci, Henri Chopin i John Giorno.

## Descripció
Amb un llenguatge visual minimalista, Oppenheim prescindeix gairebé en la seva totalitat de les imatges i posa l'accent en el potencial de la veu humana. A Hey Joe utilitza el primer vers d'un tema homònim que va popularitzar Jimi Hendrix els anys de la Guerra del Vietnam. La cançó parla d'un home que, després d'assassinar la seva dona, planeja fugir a Mèxic per escapar-se de la seva condemna. L'espectador sent una veu hipnòtica i melancòlica (la de l'artista) que va repetint: «Hey Joe, where're you going with that gun in your hand?» («Ei, Joe, on vas amb aquesta pistola a la mà?», en català). Una pregunta que, per la seva reiteració i per la fragilitat de la veu que la pronuncia, embolcalla l'espectador en un ambient inquietant on la sensació d'amenaça i vulnerabilitat va in crescendo.
Mentrestant, diversos focus del sostre projecten rajos de llum al terra de la sala buida. Els feixos de llum es mouen per l'espai en un dansa imprevisible, mentre la veu repeteix el mateix text una vegada i una altra. Si bé l'ambient que es crea inicialment remet a la màgia d'un conte de fades, la instal·lació té un final amenaçador i carcerari. L'enregistrament sonor dura 2 minuts i 15 segons.